# NGC 7629
NGC 7629 (другие обозначения — PGC 71175, MCG 0-59-31, ZWG 380.40, NPM1G +01.0587) — линзообразная галактика (S0) в созвездии Рыбы.
Этот объект входит в число перечисленных в оригинальной редакции «Нового общего каталога».